# 宋其沅
宋其沅（？—？），山西汾阳人，清朝政治人物。
嘉慶四年（1799年）己未科進士。道光十五年二月初七，由浙江盐运使升任廣西按察使。道光十八年二月二十九（1838年3月24日），升任浙江布政使。